# Neilton Diógenes
Neilton Carlos Diogenes Magalhaes (Apodi, 23 de setembro de 1978), é deputado estadual eleito pelo estado do Rio Grande do Norte, é filiado ao Progressistas (PP).